# 馬丁·克拉普羅特
馬丁·海因里希·克拉普羅特 （德語：Martin Heinrich Klaproth，1743年12月1日—1817年1月1日），是普魯士王國的化學家。他是鈾（1789年）、鋯（1787年）、鈦（1795年）、鈰（1803年）等元素的發現者。

## 生平

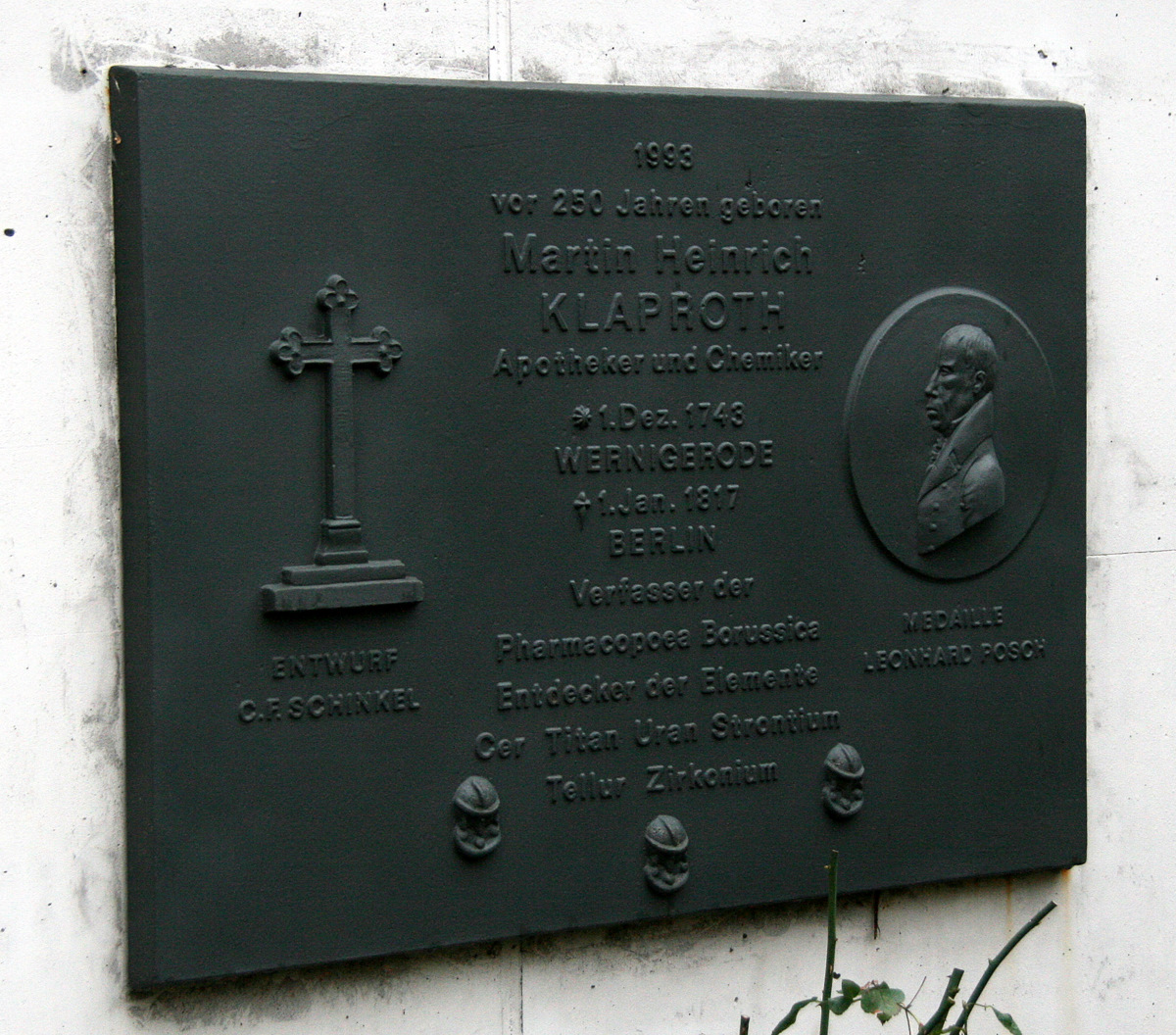
位於柏林多罗厅城市公墓的紀念盤

馬丁·克拉普羅特在1743年12月1日出生于普魯士王國韦尔尼格罗德的哈茨山地區。
1751年，克拉普羅特8歲的時候，家中發生火災，使他必須在教堂唱诗班工作以獲取學費。16歲時，克拉普羅特休學並成為一家藥店的學徒，爾後前往一間實驗室做實驗員。1768年，克拉普羅特擔任文特兰實驗室的助理。1770年，他成為化学家罗斯的助手，並在罗斯逝世以后主持罗斯实验室。克拉普羅特在那裡工作了九年，期間並扶養罗斯的两个遗孤。爾後，克拉普羅特买下了佛来名实验室，单独开业工作。
1779年，克拉普罗特与勒克曼结婚。克拉普罗特時年36岁。爾後，克拉普罗特出版了一部6册的《矿物学的化学知识》。1795年，克拉普羅特在研究金紅石的時候，發現了一種新元素，他並將其命名為「鈦」，意思是泰坦巨人的元素。然而，在克拉普罗特之前，英國化學家威廉·格雷戈尔即在1791年於一種鐵礦石中發現了該元素，但未能成功分離之，並因此將其取名為「梅納辛」，意為威脅與禍事臨頭。但要直到1797年化學界才普遍確認二人發現的是同一種元素，並採用克拉普羅特的命名。
1789年，克拉普羅特在位于柏林的实验室把沥青铀矿溶解在硝酸中，再用氢氧化钠中和之，產生一種黄色沉澱:201。他認為該種沉澱是一种未知元素的氧化物，因此克拉普羅特將其與碳一同加热，並得出黑色的粉末。克拉普羅特認為該粉末即為新发现的元素，並將之以威廉·赫歇爾在8年前发现的天王星命名為「鈾」:201。然而，過了15年之後才發現克拉普羅特當時提煉出的並非金屬鈾，而是其氧化物。
1803年，克拉普羅特與瑞典化學家永斯·贝采利乌斯和威廉·希辛格同時發現鈰元素，該元素在氟碳鈰礦作為雜質存在，他們並以1801年新發現的小行星穀神星（Ceres）的名字命名之:146。1810年，柏林大學創校，克拉普羅特並成為該校的第一任化學教授，而他當時已經67歲了。1817年1月1日，克拉普罗特於該校逝世，享壽74歲。柏林大学並為克拉普羅特举行了隆重的葬礼。
汤姆逊對克拉普羅特的评价是：
|  | 克拉普罗特酷爱科学秉性纯正，公正处世，热情谦虚，忠于朋友，性格开朗，谈笑风生。他是虔诚的教友，但不迷信，在科学上成功的秘诀有两点：精确和仔细。 |

## 家庭
克拉普罗特与勒克曼於1779年结婚。当时克拉普罗特36岁，而勒克曼仅18岁。他們一共生下了四个孩子，其中長男朱利斯·克拉普羅特是著名的語言學家、歷史學家、人種學家、東方學家和探險家。他曾與法國漢學家暨法蘭西學院首位漢學講席雷暮沙一起用批評的方法將東亞學基礎研究科學化:124。